# George Henry Peters
George Henry Peters (1863 - 18 de octubre de 1947) fue un astrónomo estadounidense. Murió en Washington D. C.
Trabajó en el Observatorio Naval de los Estados Unidos como un astrofotógrafo, descubriendo tres asteroides y fotografiando la Corona solar.

## Asteroides descubiertos
Peters descubrió tres asteroides: (536) Merapi el 11 de mayo de 1904, (886) Washingtonia el 16 de noviembre de 1917 y (980) Anacostia el 21 de noviembre de 1921.